# Округ Пирс (Небраска)
Пирс (енгл. Pierce County) је округ у америчкој савезној држави Небраска.

## Демографија
По попису из 2010. године број становника је 7.266, што је 591 (-7,5%) становника мање него 2000. године.
| Група             | 2000.         | 2010.         |
| Белци             | 7.714 (98,2%) | 7.098 (97,7%) |
| Афроамериканци    | 6 (0,1%)      | 14 (0,2%)     |
| Азијати           | 16 (0,2%)     | 12 (0,2%)     |
| Хиспаноамериканци | 56 (0,7%)     | 93 (1,3%)     |
| Укупно            | 7.857         | 7.266         |